# Robert Elliott (actor)

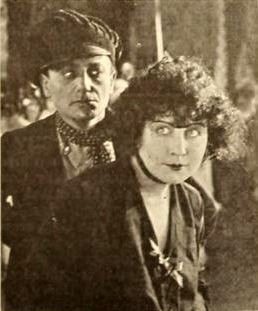
Escena de L'apache (1919), con Robert Elliott y Dorothy Dalton

Robert Elliot (9 de octubre de 1879 – 15 de noviembre de 1951) fue un actor de carácter de nacionalidad estadounidense, a lo largo de cuya carrera, desarrollada entre 1926 y 1951, participó en un centenar de producciones cinematográficas y televisivas.

## Biografía
Nacido en Columbus, Ohio, su nombre completo era Richard Robert Elliott. La mayor parte de sus papeles más destacados los interpretó en la época del cine mudo, mientras que tras la llegada del cine sonoro se dedicó a pequeñas actuaciones de reparto. Una de sus actuaciones teatrales destacadas fue el papel del Sargento O'Hara, que interpretó junto a Jeanne Eagels en la obra de Somerset Maugham Rain (1922). 
En 1928 fue el detective Crosby en el largometraje Lights of New York, el primer film totalmente sonoro. Uno de sus papeles más conocidos fue el de un oficial yanqui jugando a las cartas con Rhett Butler (Clark Gable) en Lo que el viento se llevó.
Robert Elliott falleció en Los Ángeles, California, en 1951, a los 72 años de edad. Fue enterrado en el Cementerio Pierce Brothers Valhalla Memorial Park, en North Hollywood. Había estado casado con Ruth Thorp (1889–1971).

## Selección de su filmografía

### Cine mudo
- The Child of Destiny (1916)
- Motherhood (1917)
- The Dazzling Miss Davison (1917)
- Checkers (1919)
- A Virgin Paradise (1921)
- A Pasteboard Crown (1922)
- The Broken Silence (1922)
- Obey Your Husband (1928)
- Happiness Ahead (1928)
- The Lone Wolf's Daughter (1929)

### Cine sonoro
- La senda del crimen (The Doorway to Hell, 1930)
- El dedo acusador (The Finger Points, 1931)
- El halcón (The Maltese Falcon, 1931)
- El Águila Blanca (White Eagle, 1932)
- Gloria y hambre (Heroes for Sale, 1933)
- El guapo (Lady Killer, 1933)
- La novia de la suerte (Gambling Lady, 1934)
- Una avería en la línea (Looking for Trouble, 1935)
- La fugitiva de los trópicos (Trade Winds, 1938)
- Los violentos años veinte (The Roaring Twenties, 1939)
- Lo que el viento se llevó (Gone with the Wind, 1939)
- Captain Tugboat Annie (1945)
- The Devil's Playground (1946)